# Niceforo Gregora
Niceforo Gregora (in greco Νικηφόρος Γρηγοράς?; in latino Nicephorus Gregoras; Eraclea Pontica, 1295 circa – 1360 circa) è stato uno storico bizantino, autore di una Storia romana.

## Biografia
Nato ad Eraclea Pontica, da giovane si trasferì a Costantinopoli dove venne notato per le sue capacità di apprendimento dall'imperatore Andronico II, che lo nominò chartophylax, "responsabile degli archivi". Nel 1326 Gregora elaborò un trattato, ancora esistente, in cui proponeva alcune riforme al calendario, che Andronico rigettò per evitare sommosse, ma che vennero implementate da papa Gregorio XIII due secoli dopo (riforma gregoriana). Quando Andronico II fu detronizzato dal nipote Andronico III (1328), Gregora si ritirò a vita privata. Fu attaccato dal monaco Barlaam di Calabria, ma, dopo aver accettato con riluttanza una disputa con lui, lo sconfisse, acquisendo molti studenti. Fedele ad Andronico II fino alla sua morte, guadagnò in seguito la fiducia del nipote; il nuovo imperatore affidò a Gregora la negoziazione, poi fallita, dell'unione delle Chiese greca e latina con gli ambasciatori di papa Giovanni XXII (1333). Gregora prese parte alla controversia riguardante l'Esicasmo, che lo contrappose a Gregorio Palamas sostenitore della dottrina; si rifiutò di accettare il risultato del sinodo del 1351, favorevole a Palamas, e fu praticamente imprigionato in un monastero per due anni. Non si hanno notizie degli ultimi anni della sua vita.
Il suo lavoro principale è la Storia romana, in 37 libri, che copre gli anni dal 1204 al 1359; si tratta di un'opera che in parte completa e in parte prosegue il lavoro di Giorgio Pachymeres, così come quello di Giovanni VI Cantacuzeno. Le altre opere di Gregora mostrano la sua versatilità e riguardano: le sue dispute con Palamas; biografia dello zio, il metropolita di Eraclea Giovanni, e del martire Codrato di Antiochia; le orazioni funebri per Teodoro Metochita e per i due imperatori Andronico; un trattato sull'ortografia e sulle parole di significato ambiguo; un dialogo filosofico "Sulla saggezza" (Phlorentius); trattati astronomici sulla data della Pasqua e sulla preparazione dell'astrolabio; una vasta corrispondenza.

## Opere
- Romanae, hoc est Byzantinae historiae, Basilea, ed. Johann Oporinus, 1562; Stuttgart, Hiersemann, 1973.
- Calcolo dell'eclisse solare del 16 luglio 1330 secondo le tavole di Teone di Alessandria,
- Calcolo dell'eclisse solare del 16 luglio 1330, Corpus degli astronomi bizantini, I, Gleben, 1983.
- Lettere

## Edizioni italiane
- Niceforo Gregora, Explicatio in librum Synesii de insomniis, a cura di P. Pietrosanti, Collana Pynakes, Levante, 1999, ISBN 978-88-794-9200-3.
- id., Fioronzo o intorno alla sapienza, a cura di P. Leone, Bibliopolis, 2012, ISBN 978-88-708-8824-9.